# 33-as busz (Pécs)
A pécsi 33-as jelzésű autóbusz a Belvárost köti össze a mecsekoldali és a Tettye városrésszel illetve Haviheggyel. A vasútállomástól indul, érinti a vásárcsarnokot, a távolsági-autóbusz-állomást, az Ágoston teret, majd a Havi-hegyi úti fordulóig haladva éri el végállomását. Mivel a vonalon igen meredek szakaszok és éles kanyarok vannak, csak szóló busz közlekedhet. A járat 39 perc alatt ér vissza a Főpályaudvarra.

## Története
1949. június 1-jén indult az első járat a Tettyére a Széchenyi térről a Székely Bertalan úton át. Majd a Széchenyi téri végállomás megszűnésével a járat végállomása átkerült a Kossuth térre. 1985. november 1-jén a Kossuth téri végállomás megszűnt, azóta a járat a Főpályaudvarról indul.
2009. július 7-éig a járat a város főtérét keresztülszelve közlekedett. Ezután a járatok 33T jelzéssel terelőúton közlekedtek. Útvonala a következő volt: Főpályaudvar – Vásárcsarnok – Zsolnay-szobor – Barbakán – Alagút, majd az eredeti útvonalon a Havi-hegyi úti fordulóig, onnan pedig az előbb említett útvonalon vissza a Főpályaudvarra. 2009. szeptember 1-jétől a járatok a jelenlegi útvonalon közlekedtek, a Búza tér felé, 33T jelzéssel. 2010. június 16-ától ez a vonal a hivatalos vonalvezetése, és újra 33-as jelzéssel jár.
2016. szeptember 1-jétől három járat a Fagyöngy utcától indul, ezek a Főpályaudvart nem érintik.

## Útvonala
| Főpályaudvar → Búza tér → Tettye, Havi-hegyi út | Tettye, Havi-hegyi út → Búza tér → Főpályaudvar |
| --- | --- |
| Főpályaudvar – Vasút utca – Kálvin utca – Bajcsy-Zsilinszky utca – Rákóczi út – Rákóczi út – Zsolnay Vilmos út – Lánc utca – Alsóhavi utca – Kálvária utca – Alagút – Hunyadi János utca – Magaslati út – Tettye tér – Tettye, Havi-hegyi út | Tettye, Havi-hegyi út – Tettye tér – Magaslati út – Hunyadi János utca – Alagút – Kálvária utca – Alsóhavi utca – Lánc utca – Zsolnay Vilmos út – Rákóczi út – Rákóczi út – Bajcsy-Zsilinszky utca – Kálvin János utca – Vasút utca – Főpályaudvar |
| Fagyöngy utca → Árkád → Búza tér → Tettye, Havi-hegyi út | |
| Főpályaudvar – Mécsvirág utca – Illyés Gyula út – Malomvölgyi út – Nagy Imre út – Maléter Pál út – Málomi út – Táncsics Mihály utca – Siklósi út – Alsómalom utca – Ipar utca – Bajcsy-Zsilinszky utca – Rákóczi út – Rákóczi út – Zsolnay Vilmos út – Lánc utca – Alsóhavi utca – Kálvária utca – Alagút – Hunyadi János utca – Magaslati út – Tettye tér – Tettye, Havi-hegyi út | |

## Megállóhelyei
| 33 ((Fagyöngy utca →) Főpályaudvar – Tettye, Havi-hegyi út) |          |                                 |          | |                                                                                            |
| Perc (↓) | Perc (↓) | Megállóhely                     | Perc (↑) | Megállóhelyet érintő járatok | Létesítmények                                                                              |
| Fagyöngy utcától reggel 3 járat is indul, mely a sárga hátterű megállókat érintve éri el a Vásárcsarnok megállót, ahonnan eredeti útvonalán halad tovább a Tettye felé. |          |                                 |          | |                                                                                            |
| 0 | ∫        | Fagyöngy utca végállomás        | ∫        | 1, 8, 22, 23, 23Y, 24, 33, 51, 52, 62, 73, 73Y, 109E, 142 |                                                                                            |
| 1 | ∫        | Csipke utca                     | ∫        | 1, 8, 22, 23, 23Y, 24, 33, 62, 73, 73Y, 109E, 142 |                                                                                            |
| 2 | ∫        | Málom-hegyi út                  | ∫        | 1, 8, 22, 23, 23Y, 24, 33, 62, 73, 73Y, 109E, 142 |                                                                                            |
| 3 | ∫        | Gadó utca                       | ∫        | 1, 8, 22, 23, 23Y, 24, 33, 62, 73, 73Y, 109E, 142 |                                                                                            |
| 4 | ∫        | Tildy Zoltán utca               | ∫        | 1, 8, 22, 23, 23Y, 24, 33, 62, 73, 73Y, 109E, 142 |                                                                                            |
| 6 | ∫        | Várkonyi Nándor utca            | ∫        | 1, 3, 3E, 6, 6E, 8, 33, 55, 60, 60A, 60Y, 103, 121, 130, 130A · Helyközi autóbuszok |                                                                                            |
| 7 | ∫        | Lahti utca                      | ∫        | 1, 3, 3E, 6, 6E, 8, 33, 55, 60, 60A, 60Y, 103, 121, 130, 130A · Helyközi autóbuszok |                                                                                            |
| 8 | ∫        | Krisztina tér                   | ∫        | 1, 6, 6E, 8, 33, 55, 60, 60A, 60Y, 121, 130, 130A · Helyközi autóbuszok |                                                                                            |
| 10 | ∫        | Enyezd utca                     | ∫        | 22, 23, 23Y, 24, 33, 60, 60A, 60Y |                                                                                            |
| 11 | ∫        | Árnyas út                       | ∫        | 3, 3E, 22, 23, 23Y, 24, 33, 60, 60A, 60Y, 103 |                                                                                            |
| 12 | ∫        | Szövetség utca                  | ∫        | 3, 3E, 33, 60, 60A, 60Y, 103 |                                                                                            |
| 15 | ∫        | Bőrgyár                         | ∫        | 3, 6, 7, 7Y, 8, 22, 23, 23Y, 24, 33, 41, 41Y, 42, 42Y, 43, 60, 60A, 60Y, 73, 73Y, 103, 130, 130A · Helyközi autóbuszok |                                                                                            |
| 17 | ∫        | Ipar utca                       | ∫        | 3, 6, 8, 33, 60, 60Y, 103, 109E, 130, 130A |                                                                                            |
| ∫ | 0        | Főpályaudvar végállomás         | 18       | 3, 3E, 4, 4Y, 6, 6E, 7, 7Y, 8, 13, 13E, 13Y, 14, 14Y, 15, 15A, 20, 30, 31, 32, 32Y, 33, 34, 34Y, 35, 35Y, 36, 37, 38, 38Y, 39, 40, 41, 41E, 41Y, 42, 42Y, 43, 44, 46, 47, 73, 73Y, 104, 104A, 104E, 104Y, 130, 130A, 140 · Helyközi autóbuszok · Főpályaudvar | Vasútállomás, MÁV Területi Igazgatósága, Autóbusz-állomás                                  |
| 18 | 2        | Vásárcsarnok                    | 16       | 4, 4Y, 13, 13E, 13Y, 15, 15A, 30, 31, 32, 32Y, 33, 34Y, 35Y, 44, 46, 60, 60Y, 103, 104, 104A, 104E, 104Y, 109E, 130, 130A | Vásárcsarnok, Árkád, Távolsági autóbusz-állomás                                            |
| 21 | 5        | Árkád                           | 13       | 2, 2A, 2E, 3, 3E, 4, 4Y, 6, 6E, 7, 7Y, 8, 13, 13E, 13Y, 14, 14Y, 15, 15A, 22, 23, 23Y, 24, 25, 26, 26A, 27, 27Y, 28, 28A, 28Y, 29, 30, 33, 38, 38Y, 39, 40, 60, 60Y, 73, 73Y, 102, 102Y, 103, 104, 104A, 104E, 104Y, 107E, 109E, 130, 130A, 140               | Vásárcsarnok, Árkád, Távolsági autóbusz-állomás                                            |
| 23 | 7        | Rákóczi út                      | ∫        | 20, 21, 21A, 22, 23, 23Y, 24, 25, 26, 27, 27Y, 28, 28Y, 29, 33, 38, 38Y, 39, 40, 44, 60, 60A, 60Y, 121, 140 |                                                                                            |
| 25 | 9        | Búza tér                        | 10       | 25, 26, 27, 27Y, 28, 28A, 28Y, 29, 30Y, 33, 38, 38Y, 39, 40, 44, 121, 140 | Egyetemi kollégium, Egyesített Egészségügyi Intézmény kirendeltsége, EKF kulturális negyed |
| 26 | 10       | Ágoston tér                     | 8        | 28, 28A, 28Y, 29, 30Y, 33, 38, 38Y, 39, 44, 140 |                                                                                            |
| 28 | 12       | Tettye utca                     | 7        | 30Y, 33 |                                                                                            |
| 29 | 13       | István utca                     | 6        | 30Y, 33 |                                                                                            |
| 31 | 15       | Alagút                          | 5        | 30Y, 32, 32Y, 33, 34, 35 |                                                                                            |
| 33 | 17       | Pálosok                         | 3        | 31, 32, 32Y, 33, 34, 34Y, 35, 35Y |                                                                                            |
| 34 | 18       | Szőlő utca                      | 2        | 31, 32Y, 33 |                                                                                            |
| 35 | 19       | Tettye tér                      | 1        | 31, 32Y, 33 | Tettyei romok                                                                              |
| 36 | 20       | Tettye, Havihegyi út végállomás | 0        | 31, 32Y, 33 |                                                                                            |

## Egyéb érdekességek
A 33-as hegyi pályás vonal, éppen ezért bizonyos negatív események is fűződnek hozzá. Valószínűleg a motor túlmelegedése miatt égett le itt több busz, köztük a legelső Ikarus 415-ös (amit még 410-es típusjellel szállított a gyár), valamint egy Mercedes-Benz Citaro (IWD-814) is. Utóbbi két típusból ezek voltak az első (és remélhetőleg az utolsó) kigyulladt példányok Magyarországon.